# Rheda-Wiedenbrück
Rheda-Wiedenbrück est une commune urbaine de Rhénanie-du-Nord-Westphalie (Allemagne), située dans l'arrondissement de Gütersloh, dans le district de Detmold, dans le Landschaftsverband de Westphalie-Lippe. Elle regroupe les bourgades de Rheda et de Wiedenbrück.

## Histoire
| Appartenances historiques Principauté épiscopale d'Osnabrück/ Seigneurie de Rheda 1190-1803 Électorat de Brunswick-Lunebourg/ Seigneurie de Rheda 1803-1807 Royaume de Westphalie/ Seigneurie de Rheda 1807-1808 Royaume de Westphalie/ Grand-duché de Berg 1808-1813 Royaume de Prusse (Province de Westphalie) 1815-1918 République de Weimar 1918-1933 Reich allemand 1933-1945 Allemagne occupée 1945-1949 Allemagne 1949-présent |

## Architecture
- Église évangélique-luthérienne de Rheda (1611)
- Église catholique Saint-Clément de Rheda, construite en 1910 par Ludwig Becker (néo-romane)
- Église catholique Saint-Jean-Baptiste de Rheda (1966)
- Château de Rheda (XIIIe siècle-XVIIIe siècle)
- Couvent franciscain de Wiedenbrück et église Sainte-Marie (XVe siècle)
- Église catholique Saint-Gilles (St. Ægidius) de Wiedenbrück (XIIIe siècle)
- Église catholique Saint-Pie-X de Wiedenbrück (néo-romane) construite en 1955
- Église évangélique-luthérienne de la Sainte-Croix de Wiedenbrück
- Église Saint-Jean (syriaque-orthodoxe)

## Personnalités liées à la ville
- Heinrich Repke (1877-1962), peintre mort à Wiedenbrück.